# Golf Channel (Latinoamérica)
Golf Channel es un canal de televisión por suscripción latinoamericano de origen estadounidense, lanzado el 1° de septiembre de 2006.

## Historia
El 1 de septiembre de 2006 se lanzó la señal de Golf Channel para toda América Latina con excepción de Brasil, como fruto de una alianza entre DirecTV y el empresario Carlos Ávila. Inicialmente estaba disponible en el canal 616 de la grilla de DirecTV.
El canal emite torneos y documentales de golf, las 24 horas del día. 
Discovery anuncia la llegada de Golf Channel Latin America a la grilla de canales de Entel, desde el 1 de noviembre de 2021.
En diciembre de 2019, Discovery compró el canal.

## Logotipos

2009-2018
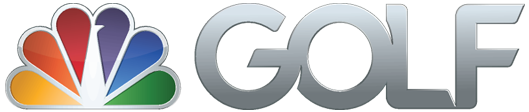
Desde 2018

## Transmisión en Chile
En abril de 2018 el canal se incorporó al cableoperador chileno VTR, para reemplazar al desaparecido Canal F1.

## Golf Channel HD
Es la señal en alta definición del canal, que fue lanzada más o menos en 2012 exclusivamente en DirecTV en el canal 1010, el 17 de febrero de 2015 pasa a ser un canal 24/7 en la frecuencia 1628.